# Fabbrica Curone
Fabbrica Curone – miejscowość i gmina we Włoszech, w regionie Piemont, w prowincji Alessandria.
Według danych na styczeń 2010 gminę zamieszkiwały 732 osoby przy gęstości 13,6 os./1 km².